# Rafael Orozco Maestre
Rafael José Orozco Maestre, kolumbijski pevec, * 24. marec 1954, Becerril, Kolumbija, † 11. junij 1992, Barranquilla. 
Bil je frontman skupine Binomio de Oro, znan kot eden najboljših sodobnih pevcev in skladateljev Kolumbije.

## Življenje
Rodil se je v domu Rafaela Orozca Fernández in Cristina Maestre Cuello, imel je pet bratov in osem sester. Srednješolski študij je nadaljeval na Colegio Nacional Loperena de Valledupar. Leta 1975 je posnel svoj prvi album z Emiliom Oviedom. Nato je leta 1976 spoznal harmonikarja Israela Romera in postala sta prijatelja. Dva meseca kasneje sta ustanovila skupino Binomio de Oro, ki je osvojila 16 zlatih in dve platinasti plošči za milijonsko prodajo po vsem svetu.
Umrl je 11. junija 1992, ko so ga napadalci ustrelili pred njegovo hišo.

## Albumi
- 1975 - Adelante
- 1975 - Con emoción
- 1977 - Binomio de oro
- 1977 - Por lo alto
- 1978 - Enamorado como siempre
- 1978 - Los Elegidos
- 1979 - Súper vallenato
- 1980 - Clase aparte
- 1980 - De caché
- 1981 - 5 años de oro
- 1982 - Festival vallenato
- 1982 - Fuera de serie
- 1983 - Mucha calidad
- 1984 - Somos vallenato
- 1985 - Superior
- 1986 - Binomio de oro
- 1987 - En concierto
- 1988 - Internacional
- 1989 - De Exportación
- 1990 - De fiesta con binomio de oro
- 1991 - De américa
- 1991 - Por siempre

## Osebno življenje
Rafael Orozco Maestre se je 5. marec 1976 poročil s Claro Eleno Cabello Sarmiento v cerkvi Santa Bernardita v Barranquilli. Imela sta tri hčere, Kelly Johanna, Wendy Giolanny in Loraine.